# Pectin de Montesquieu
Pectin de Montesquieu (anche  Montesquiou e Montesquino) (Arcidiocesi di Auch, ... – Avignone, 1º febbraio 1355) è stato un cardinale e arcivescovo cattolico francese, noto come il Cardinale di Albi.

## Biografia
Nato nella diocesi di Auch, era il terzo figlio di Raimond-Aymeric IV, barone di Montesquieu, e di Longue de Montault, sua seconda moglie. 
Concluse gli studi giuridici, ottenendo all'inizio del giugno 1325 un dottorato in utroque iure; avviato alla carriera ecclesiastica, fu chierico e canonico del capitolo della cattedrale di Bazas.
Il 19 giugno 1325 fu eletto vescovo di Bazas. Il 12 settembre 1334 fu trasferito alla sede di Maguelone e successivamente a quella di Lodève. Nel 1337 fu legato apostolico in Germania per raccogliere informazioni sulle disposizioni dell'imperatore Ludovico IV relative alla chiesa. Successivamente, il 27 gennaio 1339 divenne arcivescovo di Albi, carica che occupò fino alla sua elevazione al cardinalato. Ad Albi fece costruire sei nuove cappelle.
Nel concistoro del 17 dicembre 1350 fu creato cardinale presbitero con il titolo dei Santi XII Apostoli; il 3 febbraio 1351 entrò a far parte della curia papale in Avignone. Prese parte al conclave del 1352, che elesse papa Innocenzo VI.
Morì il 1º febbraio 1355, ad Avignone, ma fu sepolto a Maguelone.